# Union Village Historic District

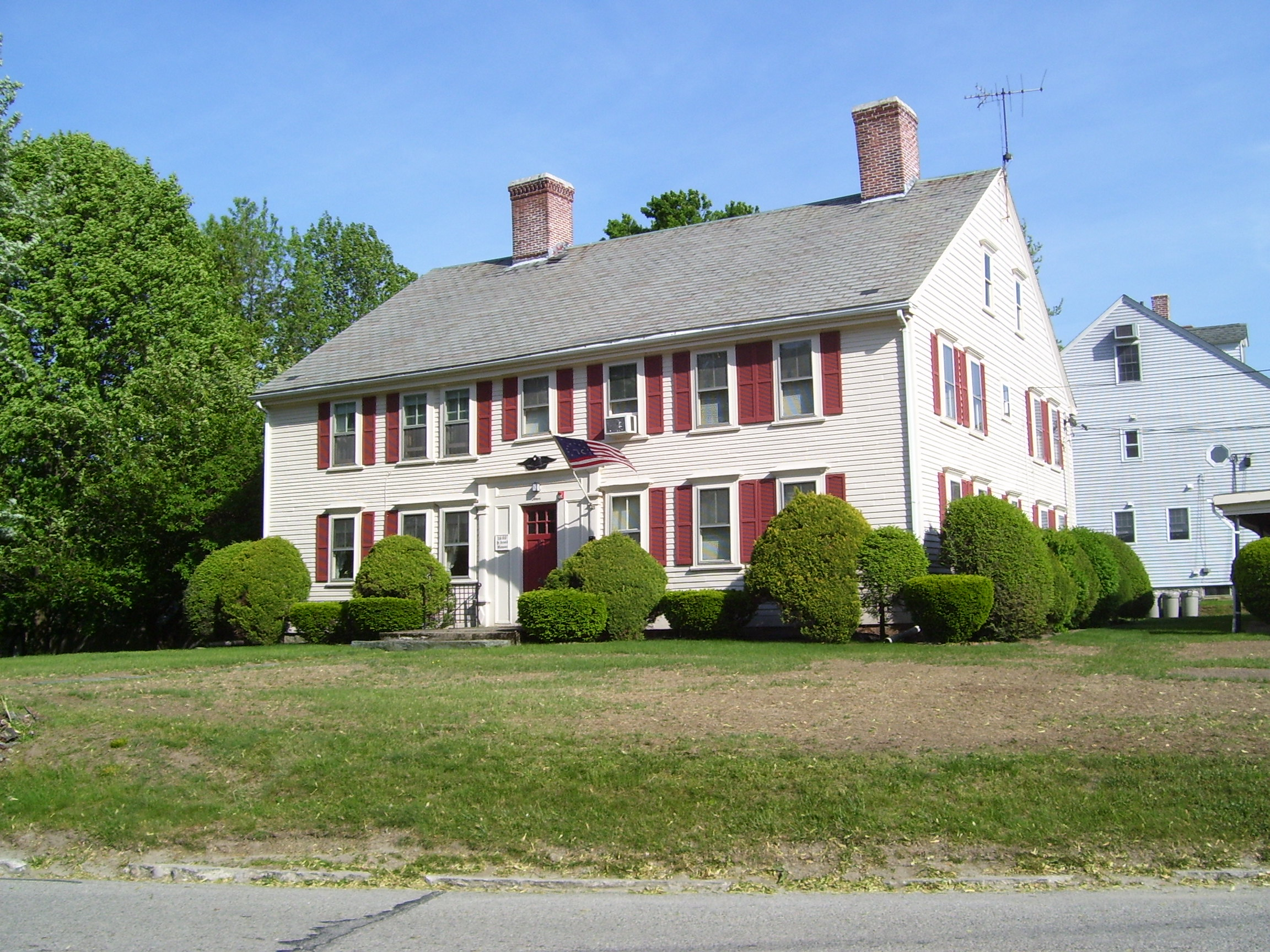
Dom, którego właścicielem był Peleg Arnold. Został zbudowany ok. 1690 przy Great Road. Jest jednym z najstarszych domów w North Smithfield i stanowił centrum amerykańskich operacji wojskowych w mieście podczas rewolucji amerykańskiej.

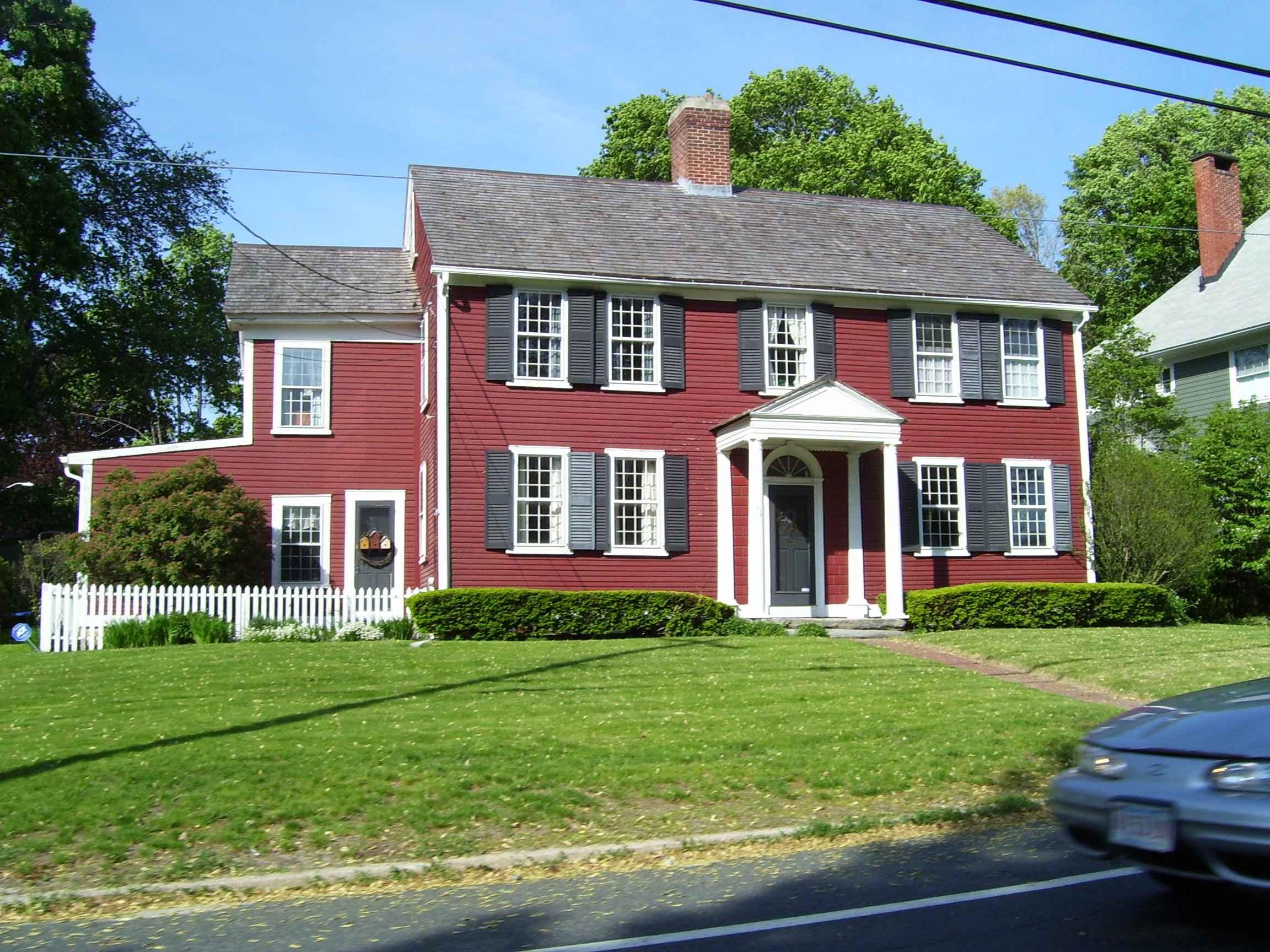
Jeden z domów w Union Village, 2008

Union Village Historic District lub Bank Village – historyczna wieś i dzielnica położona w North Smithfield i Woonsocket w stanie Rhote Island. Wioska rozwinęła się, ponieważ znajdowała się na skrzyżowaniu Great Road Historic District (Smithfield Road Historic District, łącząca Providence i Worcester) i Pound Hill Road (łącząca rzekę Blackstone River z Chepachet i Connecticut).

## Historia
Union Village pierwotnie nosiła nazwę Bank Village. To w niej pojawił się pierwszy bank w północnej części stanu Rhode Island w 1805. Obszar ten został w 1666 zakupiony przez  Edwarda Inmana-Johna Mowry od rdzennych Amerykanów. Richard Arnold Jr. stworzył w tym obszarze wioskę pod koniec XVII wieku, tworząc rolniczą wspólnotę. W XIX wieku bank znajdujący się w wiosce nosił nazwę Union Bank, stąd nazwa miejscowości. Dom, w którym znajdował się skarbiec bankowy jest w dalszym ciągu nienaruszony. W miejscowości znajdowała się także Bushee Academy, znana XIX-wieczna szkoła. Union Village pełnił też rolę przystanku dla podróżnych, zmierzających do Bostonu, Worcester i Connecticut, a od 1820 stała się centrum handlowym okolicy. Marie Joseph de La Fayette rzekomo jadł obiad w  Seth Allen Tavern, znajdującej się w Union Village podczas wizyty w USA w latach 1824–1825.

## Współcześnie
W okolicy znajdują się liczne domy w stylu federalnym, Smithfield Friends Meeting House, Parsonage and Cemetery oraz duży, historyczny cmentarz. Wright's Farm na Woonsocket Hill Road ma w swoim posiadaniu popularny sklep mleczarski i cukierniczy.
Obszar o powierzchni 6,5 ha w miejscowości North Smithfield, między Westwood Road i Woonsocket Hill Road, został wpisany do National Register of Historic Places w 1978.

## Znane postacie
- Emeline S. Burlingame